# وليام إيه جي سباركس
وليام إيه جي سباركس (بالإنجليزية: William A. J. Sparks)‏ (و. 1828 – 1904 م) هو سياسي، محام من الولايات المتحدة الأمريكية .